# Liste der Kulturdenkmäler in Fürth (Odenwald)
Die folgende Liste enthält die in der Denkmaltopographie ausgewiesenen Kulturdenkmäler auf dem Gebiet  der Gemeinde Fürth, Bergstraße, Hessen.
Hinweis: Die Reihenfolge der Denkmäler in dieser Liste orientiert sich zunächst an Ortsteilen und anschließend der Anschrift, alternativ ist sie auch nach der Bezeichnung, der vom Landesamt für Denkmalpflege vergebenen Nummer oder der Bauzeit sortierbar.
Kulturdenkmäler werden fortlaufend im Denkmalverzeichnis des Landes Hessen durch das Landesamt für Denkmalpflege Hessen auf Basis des Hessischen Denkmalschutzgesetzes (HDSchG) geführt. Die Schutzwürdigkeit eines Kulturdenkmals hängt nicht von der Eintragung in das Denkmalverzeichnis des Landes Hessen oder der Veröffentlichung in der Denkmaltopographie ab.

Die bisher bekannten Bau- und Kunstdenkmäler hat das Landesamt für Denkmalpflege Hessen in sogenannten Arbeitslisten erfasst. Den Arbeitslisten liegen Erkenntnisse aus Akten, Ortsbegehungen und Denkmalinventaren, jedoch keine neuere systematische Forschung, zugrunde. Die Benehmensherstellung mit der Gemeinde gemäß § 11 Abs. 1 HDSchG ist noch nicht erfolgt.
Das Vorhandensein oder Fehlen eines Objekts in dieser Liste ist keine rechtsverbindliche Auskunft darüber, ob es Kulturdenkmal ist oder nicht: Diese Liste entspricht möglicherweise nicht dem aktuellen Stand der offiziellen Denkmaltopographie. Diese ist für Hessen in den entsprechenden Bänden der Denkmaltopographie Bundesrepublik Deutschland und im Internet unter DenkXweb – Kulturdenkmäler in Hessen einsehbar. Auch diese Quellen sind, obwohl sie durch das Landesamt für Denkmalpflege Hessen aktualisiert werden, nicht immer aktuell, da es im Denkmalbestand immer wieder Änderungen gibt.
Eine verbindliche Auskunft erteilt allein das Landesamt für Denkmalpflege Hessen.
Nutze diese Kartenansicht, um Koordinaten in der Liste zu setzen. In dieser Kartenansicht sind Kulturdenkmale ohne Koordinaten mit einem roten bzw. orangen Marker dargestellt und können in der Karte gesetzt werden. Kulturdenkmale ohne Bild sind mit einem blauen bzw. roten Marker gekennzeichnet, Kulturdenkmale mit Bild mit einem grünen bzw. orangen Marker.

## Kulturdenkmäler nach Ortsteilen

### Brombach
| Bild            | Bezeichnung | Lage                                                        | Beschreibung        | Bauzeit | Objekt-Nr. |
| --------------- | ----------- | ----------------------------------------------------------- | ------------------- | ------- | ---------- |
| Bild gesucht BW |             | Am Brombach 2 LageFlur: 1, Flurstück: 29, 30/1              |                     |         | 55817 DDB  |
| Bild gesucht BW |             | Am Brombach 6 LageFlur: 1, Flurstück: 58                    |                     |         | 55854 DDB  |
| Bild gesucht BW |             | Am Brombach 7 LageFlur: 1, Flurstück: 94                    |                     |         | 55815 DDB  |
| Bild gesucht BW |             | Am Brombach 9 LageFlur: 1, Flurstück: 70                    |                     |         | 55816 DDB  |
|                 |             | Am Erzberg (bei Am Brombach 6) LageFlur: 1, Flurstück: 64/2 |                     |         | 55819 DDB  |
|                 |             | Am Sparnberg LageFlur: 1, Flurstück: 57                     | hölzerner Bildstock |         | 55814 DDB  |

### Ellenbach
| Bild                 | Bezeichnung                           | Lage                                                 | Beschreibung        | Bauzeit | Objekt-Nr. |
| -------------------- | ------------------------------------- | ---------------------------------------------------- | ------------------- | ------- | ---------- |
| Bild gesucht BW      | Gesamtanlage Ortskern Fürth-Ellenbach | Erlenbacher Weg, Schlierbacher Straße Lage           |                     |         | 55223 DDB  |
| Ehem. Mittlere Mühle | Ehem. Mittlere Mühle                  | Erlenbacher Weg 3 LageFlur: 1, Flurstück: 107/3      |                     |         | 55227 DDB  |
| Bild gesucht BW      |                                       | Im Bubenklingen LageFlur: 1, Flurstück: 252          |                     |         | 55842 DDB  |
|                      |                                       | Im Grund LageFlur: 1, Flurstück: 176/3, 179/2        | Stützmauer          |         | 843366 DDB |
|                      |                                       | In der Meisengrub LageFlur: 1, Flurstück: 274        | Bildstock           |         | 843367 DDB |
|                      |                                       | Lindenfelser Weg 4 LageFlur: 1, Flurstück: 129       |                     |         | 55838 DDB  |
|                      |                                       | Linnenbacher Weg 2 LageFlur: 1, Flurstück: 55/5      |                     |         | 55225 DDB  |
|                      |                                       | Schlierbacher Straße LageFlur: 1, Flurstück: 509/5   | Gefallenen-Ehrenmal |         | 55954 DDB  |
| Untere Ölmühle       | Untere Ölmühle                        | Schlierbacher Straße 8 LageFlur: 1, Flurstück: 15/3  |                     |         | 55226 DDB  |
|                      |                                       | Schlierbacher Straße 28 LageFlur: 1, Flurstück: 38/1 |                     |         | 55839 DDB  |
|                      |                                       | Schlierbacher Straße 35 LageFlur: 1, Flurstück: 62/7 |                     |         | 55218 DDB  |
|                      |                                       | Schlierbacher Straße 36 LageFlur: 1, Flurstück: 51/4 |                     |         | 55219 DDB  |
| Schlangenhaus        | Schlangenhaus                         | Schlierbacher Straße 40 LageFlur: 1, Flurstück: 53/6 |                     |         | 55220 DDB  |
| weitere Bilder       | Schule                                | Schlierbacher Straße 43 LageFlur: 1, Flurstück: 67/4 |                     |         | 55221 DDB  |
|                      |                                       | Schlierbacher Straße 48 LageFlur: 1, Flurstück: 83/3 |                     |         | 55841 DDB  |
|                      |                                       | Schlierbacher Straße 50 LageFlur: 1, Flurstück: 88/2 |                     |         | 55222 DDB  |
|                      |                                       | Schlierbacher Straße 56 LageFlur: 1, Flurstück: 93/2 |                     |         | 55224 DDB  |
| Seehof               | Seehof                                | Seehofweg 52 LageFlur: 1, Flurstück: 232             |                     |         | 55959 DDB  |

### Erlenbach
| Bild                | Bezeichnung                  | Lage                                                                  | Beschreibung | Bauzeit | Objekt-Nr. |
| ------------------- | ---------------------------- | --------------------------------------------------------------------- | ------------ | ------- | ---------- |
| Bild gesucht BW     | Gesamtanlage alte Ortsstraße | Tierparkstraße, Steinbruchstraße, Mittershäuser Weg, Zum Denkmal Lage |              |         | 55263 DDB  |
|                     |                              | Mittershäuser Weg 2 LageFlur: 1, Flurstück: 101/4                     |              |         | 55262 DDB  |
| Gasthaus Zum Adler  | Gasthaus Zum Adler           | Steinbruchstraße 2 LageFlur: 1, Flurstück: 107/3                      |              |         | 55265 DDB  |
|                     |                              | Tierparkstraße 3 LageFlur: 1, Flurstück: 99/4                         |              |         | 55836 DDB  |
|                     |                              | Tierparkstraße 5 LageFlur: 1, Flurstück: 96/2                         |              |         | 55837 DDB  |
|                     |                              | Tierparkstraße 18 LageFlur: 1, Flurstück: 117/10                      |              |         | 55259 DDB  |
|                     |                              | Tierparkstraße 20 LageFlur: 1, Flurstück: 121/2                       |              |         | 55260 DDB  |
|                     |                              | Tierparkstraße 26 LageFlur: 1, Flurstück: 125/13                      |              |         | 55261 DDB  |
| Wasserreservoir     | Wasserreservoir              | Werner-Krauß-Straße LageFlur: 2, Flurstück: 60/9                      |              |         | 55266 DDB  |
| Gefallenen-Ehrenmal | Gefallenen-Ehrenmal          | Zum Denkmal 29 LageFlur: 1, Flurstück: 43/5                           |              |         | 55264 DDB  |

### Fahrenbach
| Bild                | Bezeichnung                                   | Lage                                                                   | Beschreibung | Bauzeit | Objekt-Nr. |
| ------------------- | --------------------------------------------- | ---------------------------------------------------------------------- | ------------ | ------- | ---------- |
| Bild gesucht BW     | Gesamtanlage Fahrenbacher Straße / Waldstraße | Fahrenbacher Straße, Waldstraße, Wendelinusstraße, Am Lerchenberg Lage |              |         | 668495 DDB |
| Bild gesucht BW     | Weschnitzbahn                                 | Eisenbahn, Weschnitz LageFlur: 1, Flurstück: 299/1, 309                |              |         | 953829 DDB |
|                     |                                               | Fahrenbacher Straße 109 LageFlur: 1, Flurstück: 14/2                   |              |         | 55860 DDB  |
|                     |                                               | Fahrenbacher Straße 118 LageFlur: 1, Flurstück: 178/14                 |              |         | 55858 DDB  |
| Steinkreuz          | Steinkreuz                                    | Waldstraße LageFlur: 1, Flurstück: 292/17                              |              |         | 55859 DDB  |
| Gefallenen-Ehrenmal | Gefallenen-Ehrenmal                           | Waldstraße LageFlur: 1, Flurstück: 292/17                              |              |         | 55952 DDB  |
|                     |                                               | Waldstraße 6 LageFlur: 1, Flurstück: 221/1                             |              |         | 55228 DDB  |
|                     |                                               | Waldstraße 10 LageFlur: 1, Flurstück: 227/3                            |              |         | 55229 DDB  |
|                     |                                               | Waldstraße 14 LageFlur: 1, Flurstück: 258/11                           |              |         | 55230 DDB  |
|                     |                                               | Wendelinusstraße 3 LageFlur: 1, Flurstück: 26/3                        |              |         | 55861 DDB  |
| St. Wendelin        | St. Wendelin                                  | Wendelinusstraße 5 LageFlur: 1, Flurstück: 28/4                        |              |         | 55862 DDB  |
| Bild gesucht BW     | Eisenbahnbrücke                               | Weschnitz LageFlur: 1, Flurstück: 299/1                                |              |         | 55825 DDB  |

### Fürth
| Bild                               | Bezeichnung                            | Lage | Beschreibung    | Bauzeit | Objekt-Nr. |
| ---------------------------------- | -------------------------------------- | --- | --------------- | ------- | ---------- |
| Bild gesucht BW                    | Gesamtanlage I                         | Hauptst, Inselst, Krumbacherstr Lage |                 |         | 668519 DDB |
| Bild gesucht BW                    | Gesamtanlage II                        | Denkmalstraße, Kröckelbacherstraße Lage                                                                                                 |                 |         | 55888 DDB  |
| Bild gesucht BW                    | Gesamtanlage III                       | Kröckelbacherstraße Lage |                 |         | 668580 DDB |
| Gasthaus XX                        | Gasthaus XX                            | Altlechtern 1 LageFlur: 14, Flurstück: 17/2                                                                                             |                 |         | 55866 DDB  |
| weitere Bilder                     | Bahnhof                                | Bahnhofstraße 5 LageFlur: 1, Flurstück: 466/25                                                                                          |                 |         | 55213 DDB  |
|                                    |                                        | Bahnhofstraße 20 LageFlur: 1, Flurstück: 378/10                                                                                         |                 |         | 55865 DDB  |
|                                    |                                        | Brunnengasse 1 LageFlur: 1, Flurstück: 318/3                                                                                            |                 |         | 55867 DDB  |
| weitere Bilder                     | Gesamtanlage Denkmalplatz              | Denkmalplatz LageFlur: 1, Flurstück: 426/12                                                                                             |                 |         | 55869 DDB  |
| Ev. Pfarrhaus                      | Ev. Pfarrhaus                          | Ellenbacher Straße 15 LageFlur: 1, Flurstück: 75/44                                                                                     |                 |         | 55963 DDB  |
| weitere Bilder                     | Ev. Kirche                             | Ellenbacher Straße 17 LageFlur: 1, Flurstück: 75/44                                                                                     |                 |         | 55962 DDB  |
| Hintermühle                        | Hintermühle                            | Ellenbacher Straße 24 LageFlur: 1, Flurstück: 73/7                                                                                      |                 |         | 55868 DDB  |
| Bild gesucht BW                    | Alte Ziegelei                          | Ellenbacher Straße 39 LageFlur: 4, Flurstück: 45/34                                                                                     |                 |         | 55951 DDB  |
|                                    |                                        | Erbacher Straße 10 LageFlur: 1, Flurstück: 247/4                                                                                        |                 |         | 55870 DDB  |
|                                    |                                        | Erbacher Straße 11 LageFlur: 1, Flurstück: 293/1                                                                                        |                 |         | 55871 DDB  |
| weitere Bilder                     | Finanzamt                              | Erbacher Straße 23 LageFlur: 1, Flurstück: 426/9                                                                                        |                 |         | 55872 DDB  |
| Villa Knapp                        | Villa Knapp                            | Erbacher Straße 43 LageFlur: 2, Flurstück: 10/3                                                                                         |                 |         | 55873 DDB  |
|                                    |                                        | Fahrenbacher Straße 24 LageFlur: 8, Flurstück: 150/1                                                                                    |                 |         | 55743 DDB  |
|                                    |                                        | Hauptstraße 4 LageFlur: 1, Flurstück: 226/5                                                                                             |                 |         | 55197 DDB  |
|                                    |                                        | Hauptstraße 7 LageFlur: 1, Flurstück: 255                                                                                               |                 |         | 55198 DDB  |
| Haus Butsch                        | Haus Butsch                            | Hauptstraße 10 LageFlur: 1, Flurstück: 223                                                                                              |                 |         | 55874 DDB  |
|                                    |                                        | Hauptstraße 12 LageFlur: 1, Flurstück: 222/2                                                                                            |                 |         | 55199 DDB  |
|                                    |                                        | Hauptstraße 15 LageFlur: 1, Flurstück: 133/10                                                                                           |                 |         | 55200 DDB  |
|                                    |                                        | Hauptstraße 25 LageFlur: 1, Flurstück: 146/2                                                                                            |                 |         | 55875 DDB  |
| Haus Joseph Fischer                | Haus Joseph Fischer                    | Hauptstraße 27 LageFlur: 1, Flurstück: 149/1                                                                                            |                 |         | 55876 DDB  |
| Alte Schmiede                      | Alte Schmiede                          | Hauptstraße 29, 31 LageFlur: 1, Flurstück: 150/1                                                                                        |                 |         | 55877 DDB  |
|                                    |                                        | Hauptstraße 38 LageFlur: 1, Flurstück: 181/4                                                                                            |                 | 1788    | 55201 DDB  |
|                                    |                                        | Hauptstraße 42 LageFlur: 1, Flurstück: 175/3                                                                                            |                 |         | 55202 DDB  |
|                                    |                                        | Hauptstraße 47 LageFlur: 1, Flurstück: 66/8                                                                                             |                 |         | 55203 DDB  |
|                                    |                                        | Heppenheimer Straße 3 LageFlur: 1, Flurstück: 231/2                                                                                     |                 |         | 55878 DDB  |
| weitere Bilder                     | Alte Schule                            | Heppenheimer Straße 12 LageFlur: 1, Flurstück: 319/3                                                                                    |                 |         | 55204 DDB  |
| Amtsgericht                        | Amtsgericht                            | Heppenheimer Straße 15 LageFlur: 1, Flurstück: 335/5                                                                                    |                 |         | 55205 DDB  |
|                                    |                                        | Heppenheimer Straße 17 LageFlur: 1, Flurstück: 338/5                                                                                    |                 |         | 55206 DDB  |
| Bild gesucht BW                    |                                        | Heppenheimer Straße 42 LageFlur: 1, Flurstück: 349/4                                                                                    |                 |         | 55207 DDB  |
| Müller-Guttenbrunn-Schule          | Müller-Guttenbrunn-Schule              | In den Pfarrwiesen 1 LageFlur: 10, Flurstück: 58/2                                                                                      |                 |         | 56199 DDB  |
| Bild gesucht BW                    | Brücke über den Linnenbach             | In der Linnenbach LageFlur: 6, Flurstück: 36/4, 36/5, 37, 38/2                                                                          |                 |         | 55830 DDB  |
|                                    |                                        | Inselstraße 2 LageFlur: 1, Flurstück: 53/3                                                                                              |                 |         | 55880 DDB  |
| Steinkreuz                         | Steinkreuz                             | Inselstraße (bei Nr. 2) LageFlur: 1, Flurstück: 647/1                                                                                   |                 |         | 55879 DDB  |
| Bild gesucht BW                    | Hasselmühle                            | Inselstraße 22 LageFlur: 1, Flurstück: 41/29                                                                                            |                 |         | 56266 DDB  |
| Heiliggrabkapelle, Bildstockschaft | Heiliggrabkapelle, Bildstockschaft     | Inselstraße 28 LageFlur: 1, Flurstück: 34/3                                                                                             |                 |         | 55964 DDB  |
| Bild gesucht BW                    | Bildstock                              | Inselstraße 48 LageFlur: 1, Flurstück: 25/2                                                                                             |                 |         | 55812 DDB  |
| Vorsteherhaus                      | Vorsteherhaus                          | Johannisstraße 1 LageFlur: 1, Flurstück: 409/11                                                                                         |                 |         | 55966 DDB  |
| Bild gesucht BW                    | Friedhof                               | Kolpingstraße 28 LageFlur: 1, Flurstück: 76/2                                                                                           |                 |         | 55212 DDB  |
| Bildstock                          | Bildstock                              | Kröckelbacher Hof 1 LageFlur: 12, Flurstück: 48/28                                                                                      |                 |         | 55961 DDB  |
| Kröckelbacher Hof                  | Kröckelbacher Hof                      | Kröckelbacher Hof 1 LageFlur: 12, Flurstück: 51/2                                                                                       |                 |         | 55960 DDB  |
| Küsterhaus                         | Küsterhaus                             | Kröckelbacher Straße 2 LageFlur: 1, Flurstück: 240/2                                                                                    |                 |         | 55881 DDB  |
|                                    |                                        | Kröckelbacher Straße 3 LageFlur: 1, Flurstück: 236                                                                                      |                 |         | 55820 DDB  |
|                                    |                                        | Kröckelbacher Straße 4 LageFlur: 1, Flurstück: 313                                                                                      |                 |         | 55821 DDB  |
|                                    |                                        | Kröckelbacher Straße 8 LageFlur: 1, Flurstück: 304/3                                                                                    |                 |         | 55822 DDB  |
|                                    |                                        | Kröckelbacher Straße 14 LageFlur: 1, Flurstück: 414/4                                                                                   |                 |         | 55823 DDB  |
| Bild gesucht BW                    |                                        | Kröckelbacher Straße 19 LageFlur: 1, Flurstück: 393/3                                                                                   |                 |         | 843365 DDB |
| Bild gesucht BW                    |                                        | Kröckelbacher Straße 19 LageFlur: 1, Flurstück: 393/3                                                                                   |                 |         | 55824 DDB  |
|                                    |                                        | Krumbacher Straße 1 LageFlur: 1, Flurstück: 257                                                                                         |                 |         | 55965 DDB  |
| Kleiner Boosenhof                  | Kleiner Boosenhof                      | Krumbacher Straße 2 LageFlur: 1, Flurstück: 129/2                                                                                       |                 |         | 55208 DDB  |
|                                    |                                        | Krumbacher Straße 8 LageFlur: 1, Flurstück: 123/1                                                                                       |                 |         | 55209 DDB  |
|                                    |                                        | Krumbacher Straße 10 LageFlur: 1, Flurstück: 120/1                                                                                      |                 |         | 55210 DDB  |
|                                    |                                        | Krumbacher Straße 12 LageFlur: 1, Flurstück: 116/2                                                                                      |                 |         | 55882 DDB  |
|                                    |                                        | Krumbacher Straße 14 LageFlur: 1, Flurstück: 115                                                                                        |                 |         | 55883 DDB  |
|                                    |                                        | Krumbacher Straße 17, 19 LageFlur: 1, Flurstück: 447/4, 449/3                                                                           |                 |         | 55884 DDB  |
| Bildstock 1699                     | Bildstock 1699                         | Krumbacher Straße (vor Nr. 26) LageFlur: 1, Flurstück: 465/257                                                                          |                 |         | 55813 DDB  |
| Heilig-Blut-Bildstock              | Heilig-Blut-Bildstock                  | Mosbachstraße (bei Nr. 8) LageFlur: 1, Flurstück: 465/194                                                                               |                 |         | 55217 DDB  |
| weitere Bilder                     | Kath. Pfarrkirche St. Johannes Baptist | Pfarrgasse 1, Erbacher Straße LageFlur: 1, Flurstück: 240/2, 656                                                                        |                 |         | 55214 DDB  |
| Kath. Pfarrhaus                    | Kath. Pfarrhaus                        | Pfarrgasse 2 LageFlur: 1, Flurstück: 294/3                                                                                              |                 |         | 55211 DDB  |
| Villa John                         | Villa John                             | Pfarrgasse 3 LageFlur: 1, Flurstück: 312/1                                                                                              |                 |         | 55956 DDB  |
|                                    |                                        | Schützengasse 2 LageFlur: 1, Flurstück: 426/13                                                                                          |                 |         | 55886 DDB  |
| Bild gesucht BW                    | Weschnitzbahn                          | Weschnitztalbahn, Fahrenbacher Straße (K24), Bahnhofstraße 5 LageFlur: 1, 8, 9, Flurstück: 466/22, 466/23, 466/25, 125/65, 126/1, 125/5 |                 |         | 953830 DDB |
|                                    |                                        | Weschnitztalbahn (In den Betten) LageFlur: 9, Flurstück: 125/5                                                                          | Eisenbahnbrücke |         | 55744 DDB  |
|                                    |                                        | Zum Gänsberg 2 LageFlur: 1, Flurstück: 256                                                                                              |                 |         | 55885 DDB  |

### Kröckelbach
| Bild                  | Bezeichnung           | Lage                                                            | Beschreibung | Bauzeit | Objekt-Nr. |
| --------------------- | --------------------- | --------------------------------------------------------------- | ------------ | ------- | ---------- |
|                       |                       | Am Kröckelbach 5 LageFlur: 1, Flurstück: 98/2                   |              |         | 55231 DDB  |
|                       |                       | Am Kröckelbach 7 LageFlur: 1, Flurstück: 94/2                   |              |         | 55232 DDB  |
| Bildstock, Ortsschild | Bildstock, Ortsschild | Im Hofacker (Ecke am Kröckelbach) LageFlur: 1, Flurstück: 191/5 |              |         | 55233 DDB  |
| Bildstock, Wegekreuz  | Bildstock, Wegekreuz  | Kolbengrube LageFlur: 1, Flurstück: 15/4                        |              |         | 55811 DDB  |

### Krumbach
| Bild                 | Bezeichnung          | Lage | Beschreibung    | Bauzeit | Objekt-Nr. |
| -------------------- | -------------------- | --- | --------------- | ------- | ---------- |
| Altes Backhaus       | Altes Backhaus       | Am Schneckenloch LageFlur: 1, Flurstück: 210/21                                                            |                 |         | 55846 DDB  |
| Bild gesucht BW      | Brombacher Mühle     | Erbacher Straße 147 LageFlur: 1, Flurstück: 25/7                                                           |                 |         | 55844 DDB  |
| Bild gesucht BW      |                      | Im Ort LageFlur: 1, Flurstück: 201/7                                                                       |                 |         | 56297 DDB  |
|                      |                      | Im Ort 1 LageFlur: 1, Flurstück: 163/1                                                                     |                 |         | 55239 DDB  |
|                      |                      | Im Ort 3 LageFlur: 1, Flurstück: 162/2                                                                     |                 |         | 55234 DDB  |
|                      |                      | Im Ort 6 LageFlur: 1, Flurstück: 198/6                                                                     |                 |         | 55240 DDB  |
| Ehem. Rathaus/Schule | Ehem. Rathaus/Schule | Im Ort 7 LageFlur: 1, Flurstück: 160/5                                                                     |                 |         | 55845 DDB  |
|                      |                      | Im Ort 13 LageFlur: 1, Flurstück: 158/1                                                                    |                 |         | 55241 DDB  |
|                      |                      | Im Ort 24 LageFlur: 1, Flurstück: 218/3                                                                    |                 |         | 55235 DDB  |
|                      |                      | Im Ort 25 LageFlur: 1, Flurstück: 148/4                                                                    |                 |         | 55242 DDB  |
|                      |                      | Im Ort 27 LageFlur: 1, Flurstück: 143/1                                                                    |                 |         | 55236 DDB  |
|                      |                      | Im Ort 29 LageFlur: 1, Flurstück: 142                                                                      |                 |         | 55237 DDB  |
| Bild gesucht BW      |                      | Im Ort 33 LageFlur: 1, Flurstück: 141/3                                                                    |                 |         | 55238 DDB  |
| Kilometerstein       | Kilometerstein       | Im Ort 33 LageFlur: 1, Flurstück: 141/3                                                                    |                 |         | 56296 DDB  |
|                      |                      | In der Hohl 1 LageFlur: 1, Flurstück: 149/7                                                                |                 |         | 55243 DDB  |
|                      |                      | Reichelsheimer Straße 1 LageFlur: 1, Flurstück: 82/10                                                      |                 |         | 55847 DDB  |
|                      |                      | Reichelsheimer Straße 51, Obernberg, Gemeindewald, Centwald LageFlur: 2, 3, Flurstück: 50, 104, 89, 90, 92 | Grenzsteinreihe |         | 55843 DDB  |
| Bild gesucht BW      |                      | Rotenbergstraße 59 LageFlur: 1, Flurstück: 14                                                              |                 |         | 56121 DDB  |

### Linnenbach
| Bild                | Bezeichnung         | Lage                                                             | Beschreibung | Bauzeit | Objekt-Nr. |
| ------------------- | ------------------- | ---------------------------------------------------------------- | ------------ | ------- | ---------- |
| Wegweiserstein      | Wegweiserstein      | Beim Wald LageFlur: 1, Flurstück: 278                            |              |         | 56295 DDB  |
|                     |                     | Dorfstraße 1 LageFlur: 1, Flurstück: 66/1                        |              |         | 55827 DDB  |
|                     |                     | Dorfstraße 9 LageFlur: 1, Flurstück: 71/2                        |              |         | 55950 DDB  |
| Bild gesucht BW     |                     | Dorfstraße 18 LageFlur: 1, Flurstück: 128                        |              |         | 55831 DDB  |
|                     |                     | Dorfstraße 20 LageFlur: 1, Flurstück: 127                        |              |         | 55832 DDB  |
|                     |                     | Dorfstraße 23 LageFlur: 1, Flurstück: 16/3                       |              |         | 55828 DDB  |
| Gefallenen-Ehrenmal | Gefallenen-Ehrenmal | Dorfstraße 40 LageFlur: 1, Flurstück: 200/1                      |              |         | 55829 DDB  |
|                     |                     | Keileweg 3 LageFlur: 1, Flurstück: 59/1                          |              |         | 55834 DDB  |
|                     |                     | Linnenbach (gegenüber Dorfstr. 23) LageFlur: 1, Flurstück: 188/2 |              |         | 55833 DDB  |

### Lörzenbach
| Bild                     | Bezeichnung                         | Lage                                                                                       | Beschreibung                         | Bauzeit | Objekt-Nr. |
| ------------------------ | ----------------------------------- | ------------------------------------------------------------------------------------------ | ------------------------------------ | ------- | ---------- |
| Bild gesucht BW          | Gesamtanlage Ortskern Lörzenbach    | Weinheimer Straße, Forststraße, Ahornweg Lage                                              |                                      |         | 668458 DDB |
|                          |                                     | Am Bächlein 29 LageFlur: 2, Flurstück: 48/2                                                | Gefallenen-Ehrenmal auf dem Friedhof |         | 55955 DDB  |
| Schule                   | Schule                              | Boschwiesenweg 3/5 LageFlur: 2, Flurstück: 15/10, 15/11                                    |                                      |         | 55864 DDB  |
| Bild gesucht BW          | Weschnitztalbahn                    | Eisenbahn, Weinheimer Straße (B38) LageFlur: 1, 2, 5, Flurstück: 121, 122/1, 63/12, 80, 72 |                                      |         | 953828 DDB |
| Ehem. Forstamt           | Ehem. Forstamt                      | Forststraße 2 LageFlur: 1, Flurstück: 12/15                                                |                                      |         | 55244 DDB  |
| Sues´scher Park          | Sues´scher Park                     | In der Linnenbach (Weinheimer Straße) LageFlur: 5, Flurstück: 25/2, 43/11, 43/9            |                                      |         | 56122 DDB  |
| Bild gesucht BW          | Ehem. Gasthaus Zur schönen Aussicht | Mitlechterner Straße 2 LageFlur: 1, Flurstück: 44/3                                        | Abgegangenes Kulturdenkmal           |         | 55249 DDB  |
| Bild gesucht BW          |                                     | Weinheimer Straße 1 LageFlur: 1, Flurstück: 13/2                                           |                                      |         | 55247 DDB  |
|                          |                                     | Weinheimer Straße 3 LageFlur: 1, Flurstück: 17/1                                           |                                      |         | 55245 DDB  |
|                          |                                     | Weinheimer Straße 5 LageFlur: 1, Flurstück: 21/1                                           |                                      |         | 55248 DDB  |
| Ehem. Wambolt´sche Mühle | Ehem. Wambolt´sche Mühle            | Weinheimer Straße 7 LageFlur: 1, Flurstück: 23/4                                           |                                      |         | 55246 DDB  |

### Seidenbach
| Bild            | Bezeichnung                      | Lage                                                         | Beschreibung | Bauzeit | Objekt-Nr. |
| --------------- | -------------------------------- | ------------------------------------------------------------ | ------------ | ------- | ---------- |
| Bild gesucht BW | Gesamtanlage Ortskern Seidenbach | Dr.-Adolf-Lindenborn-Straße Lage                             |              |         | 55257 DDB  |
|                 |                                  | Dr.-Adolf-Lindenborn-Straße 2 LageFlur: 1, Flurstück: 86/1   |              |         | 55251 DDB  |
|                 |                                  | Dr.-Adolf-Lindenborn-Straße 5 LageFlur: 1, Flurstück: 31/1   |              |         | 55252 DDB  |
|                 |                                  | Dr.-Adolf-Lindenborn-Straße 6 LageFlur: 1, Flurstück: 92     |              |         | 55256 DDB  |
|                 |                                  | Dr.-Adolf-Lindenborn-Straße 10 LageFlur: 1, Flurstück: 98/4  |              |         | 55253 DDB  |
|                 |                                  | Dr.-Adolf-Lindenborn-Straße 14 LageFlur: 1, Flurstück: 101/1 |              |         | 55254 DDB  |
|                 |                                  | Dr.-Adolf-Lindenborn-Straße 23 LageFlur: 1, Flurstück: 139   |              |         | 55835 DDB  |
|                 |                                  | Scheuerberger Straße 11 LageFlur: 1, Flurstück: 51/2         |              |         | 55255 DDB  |

### Steinbach
| Bild                | Bezeichnung         | Lage                                      | Beschreibung | Bauzeit | Objekt-Nr. |
| ------------------- | ------------------- | ----------------------------------------- | ------------ | ------- | ---------- |
| Gefallenen-Ehrenmal | Gefallenen-Ehrenmal | Ortsstraße LageFlur: 1, Flurstück: 138/6  |              |         | 55949 DDB  |
|                     |                     | Ortsstraße 30 LageFlur: 1, Flurstück: 4/2 |              | 1830    | 55856 DDB  |
|                     |                     | Ortsstraße 32 LageFlur: 1, Flurstück: 6/2 |              |         | 55855 DDB  |
| Bild gesucht BW     |                     | Ortsstraße 34 LageFlur: 1, Flurstück: 9   |              |         | 55857 DDB  |

### Weschnitz
| Bild             | Bezeichnung                      | Lage                                                                                    | Beschreibung | Bauzeit | Objekt-Nr. |
| ---------------- | -------------------------------- | --------------------------------------------------------------------------------------- | ------------ | ------- | ---------- |
| Bild gesucht BW  | Gesamtanlage Hammelbacher Straße | Hammelbacher Straße 6, 8, 10, 12, 14, 16 Lage                                           |              |         | 55851 DDB  |
| weitere Bilder   | Kath. Walburgiskapelle           | Außerhalb 2 LageFlur: 1, Flurstück: 42                                                  |              |         | 55258 DDB  |
| Grenzstein I     | Grenzstein I                     | Centwald LageFlur: 1, Flurstück: 41/4                                                   |              |         | 56292 DDB  |
| Haus Berg        | Haus Berg                        | Hammelbacher Straße 27 LageFlur: 1, Flurstück: 76/3                                     |              |         | 55849 DDB  |
|                  |                                  | Hammelbacher Straße 31 LageFlur: 1, Flurstück: 73/4                                     |              |         | 55848 DDB  |
| Lahmer Schneider | Lahmer Schneider                 | Hinterer Centwald LageFlur: 4, Flurstück: 1                                             |              |         | 56291 DDB  |
| Bild gesucht BW  |                                  | Hinterer Centwald (bei Centwald 3) LageFlur: 1, Flurstück: 1/21                         |              |         | 55853 DDB  |
| weitere Bilder   | Friedhof                         | Odenwaldstraße 29 LageFlur: 1, Flurstück: 40/3                                          |              |         | 55850 DDB  |
| Forsthaus Almen  | Forsthaus Almen                  | Odenwaldstraße 50 LageFlur: 1, Flurstück: 1/24                                          |              |         | 55958 DDB  |
| weitere Bilder   | Grenzsteinreihe I                | Odenwaldstraße 50, Hinterer Centwald LageFlur: 1, 2, 3, Flurstück: 1/23, 1/24, 1/2, 1/6 |              |         | 56293 DDB  |
|                  |                                  | Ostertalstraße LageFlur: 1, Flurstück: 19/2                                             |              |         | 55852 DDB  |
| Bild gesucht BW  | Grenzstein II                    | Siegfriedstraße (B460) LageFlur: 3, Flurstück: 116                                      |              |         | 56294 DDB  |